# Agustí Barrera i Puigví
Agustí Barrera i Puigví (Mataró, 25 de març de 1941) és un historiador, escriptor i activista polític independentista català.

## Trajectòria
Fill de Josep Barrera, militant de Nosaltres Sols! al Maresme. El 1965 estudià química a l'Escola Industrial de Terrassa. El 1963 inicià la militància al Front Nacional de Catalunya (FNC). Dos anys més tard fou detingut a Terrassa juntament amb Carles Castellanos i Josep Ferrer Mallol. Acusats d'associació il·lícita i de propaganda il·legal, foren jutjats pel Tribunal d'Ordre Públic (TOP).
El 1968 s'integrà al Partit Socialista d'Alliberament Nacional (PSAN) i el 1974 al PSAN provisional fins al 1979, des d'on impulsarà la formació d'un sindicat nacional i de classe: el Col·lectiu d'Obrers en Lluita (COLL).
Del 1972 fins al 1980 treballà com a redactor de la secció de ciències de la Gran Enciclopèdia Catalana. El 1987 obtingué la llicenciatura en Història per la Universitat de Barcelona i treballà com a professor d'Història a l'ensenyament secundari.
El 1983 fou un dels impulsors del Grup per a l'Anul·lació del Procés al President Lluís Companys (GAPPC). També ha publicat articles en la premsa comarcal i ha impartit conferències especialitzades en la història de l'independentisme, la Generalitat de Catalunya durant la Segona República Espanyola, la Guerra del 36, i la història del FNC. Com a historiador, forma part del Grup d'Historiadors Jaume Compte.
El 2000 publicà el llibre Homenatge a Lluís Companys. President de Catalunya, amb col·laboració de Robert Surroca. I amb Francesc Forn, Arenys de Munt (1936-1939). Guerra i revolució (2002) i El cost humà de la guerra de 1936-1939 a Arenys de Munt (2005). És autor d'estudis com Joan Grassot i Grivé. La lluita per l'ideal (2022), dins la col·lecció Fulls Arenyencs de Cultura, i d'un recull dels seus articles amb el títol d'Inscrit en la memòria històrica (2013), a Edicions del 1979. Articulista habitual en mitjans d'informació i opinió independentistes com El Llamp o Llibertat.cat, i de premsa comarcal com Crònica de Mataró i El Maresme, també ha col·laborat com a professor a la Universitat Comunista dels Països Catalans (UCPC) entre 2007 i 2014.
Formà part de la Junta de Govern del Memorial Democràtic, en representació de la Candidatura d'Unitat Popular-Alternativa d'Esquerres (CUP-AE). I un dels principals impulsors del Moviment Arenyenc per a l'Autodeterminació (MAPA), els anys 2000-2010, entitat precursora de la consulta sobre la independència de Catalunya a Arenys de Munt el 2009. També exercí de president del Centre Autonomista de Dependents del Comerç i de la Indústria (CADCI) entre 2000 i 2005.